# 토마스갈라고
토마스갈라고 또는 토마스부시베이비(Galagoides thomasi)는 갈라고과에 속하는 영장류의 하나이다. 앙골라, 부룬디, 카메룬, 콩고민주공화국, 적도기니, 가봉, 케냐, 말라위, 나이지리아, 르완다, 탄자니아, 우간다, 잠비아에서 발견된다.